# 巨早熟禾
巨早熟禾（学名：Poa ampla）为禾本科早熟禾属下的一个种。